# 476 TCN
476 TCN là một năm trong lịch La Mã.